# Gianfranco Spadaccia
Gianfranco Spadaccia (Roma, 28 febbraio 1935 – Roma, 24 settembre 2022) è stato un politico e giornalista italiano, storico esponente del Partito Radicale, di cui è stato segretario dal 1967 al 1968 e dal 1974 al 1976 dov'è stato eletto tra le sue liste per tre legislature nel 1979, 1983 e 1987.

## Biografia
Nato a Roma, dove frequenta il liceo ginnasio statale Terenzio Mamiani e si laurea in giurisprudenza all'Università degli Studi "La Sapienza" con il massimo dei voti, cominciò a lavorare come giornalista professionista esordendo all'Agenzia Giornalistica Italia (AGI), collaborando fin da subito con diverse periodici e riviste, arrivando alla mansione di caporedattore.
Politicamente, ha prestato la sua opera in diverse organizzazioni sin dai tempi dell’Università quali l'Unione goliardica italiana (diventandone un dirigente) e l'Unione nazionale universitaria rappresentativa italiana, dove comincia a stringere i primi rapporti, personali e politici, che segneranno la sua esperienza negli anni a venire.
Dopo aver militato da giovanissimo nel Partito Socialista Democratico Italiano durante gli anni del liceo, sposò la causa radicale partecipando attivamente nel 1955 alla fondazione del Partito Radicale, sempre schierato in prima linea per i diritti civili. Dopo la crisi del Partito Radicale del 1962 seguita al "caso Piccardi", con l'abbandono del gruppo de Il Mondo, Spadaccia contribuisce ad assicurare insieme a Marco Pannella e ai radicali del suo gruppo la continuità della vita del partito.
L’impegno costante e appassionato lo ha porta a diventare dal 1967 al 1968 e dal 1974 al 1976 direttamente segretario del Partito Radicale, mentre dal 1964 al 1967 è stato presidente del consiglio federale del Partito Radicale. In quegli anni, condividendo con Marco Pannella le scelte nonviolente e le battaglie per i diritti civili, fu tra gli esponenti del partito arrestati nell’ambito della campagna politica che, unita alle lotte dei movimenti femministi, portò successivamente alla depenalizzazione dell’aborto, all'obiezione di coscienza, dalla riforma del diritto di famiglia alla depenalizzazione del reato di consumo di stupefacenti.
A giugno 1975 viene arrestato per una disobbedienza civile, organizzata dal CISA (Centro d'informazione sulla sterilizzazione e sull'aborto) e attivamente sostenuta dal Partito Radicale, contro la legge italiana che vietava l'aborto. Con Spadaccia, allora segretario del partito, vengono arrestati anche Emma Bonino, Adele Faccio e Giorgio Conciani. L'accusa è procurato aborto. Quegli arresti sono il detonatore per imporre l'attualità di una tragedia, quella dell'aborto clandestino. Grazie alla campagna radicale si apre un dibattito politico che porterà nel 1978 alla regolamentazione legislativa dell'interruzione di gravidanza. Nelle liste del Partito Radicale è eletto per tre legislature negli anni 1979, 1983 e 1987.
L'impegno laico non gli impedisce negli anni Ottanta di ricercare attivamente la convergenza con la Chiesa cattolica per un intervento straordinario dell'Italia e della comunità internazionale contro lo sterminio causato in tante parti del mondo dalla fame, dal sottosviluppo, dalla desertificazione. Negli stessi anni si batte in Parlamento per la piena attuazione della riforma carceraria: insieme ad Adelaide Aglietta pratica un lungo digiuno per ottenere l'aumento dell'organico e la riforma del corpo degli agenti di custodia. All'inizio degli anni Novanta partecipa attivamente alle iniziative referendarie per conseguire una profonda riforma democratica delle istituzioni repubblicane e della legge elettorale.

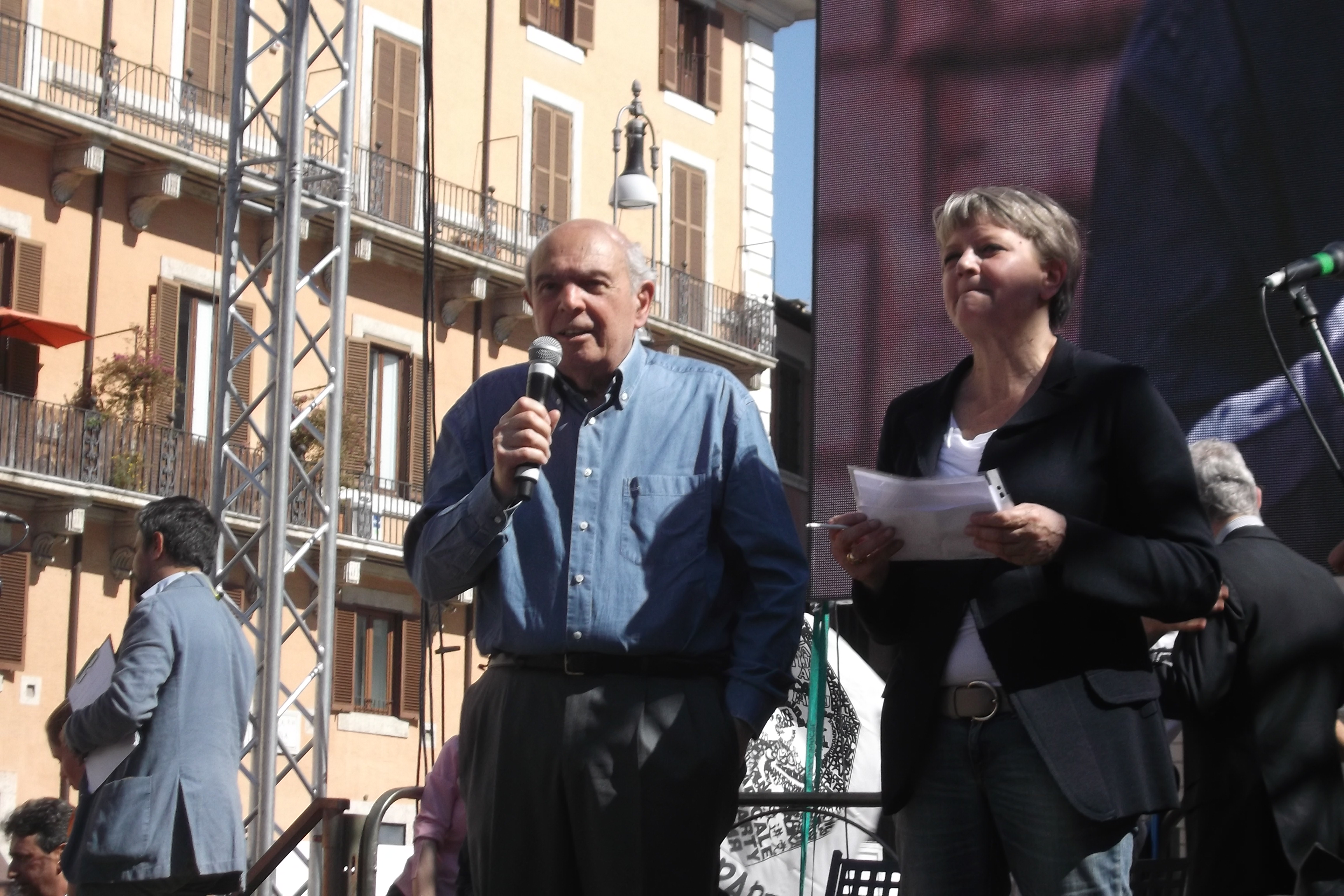
Gianfranco Spadaccia e Rita Bernardini al funerale civile di Marco Pannella a piazza Navona a Roma

Negli anni successivi, lontano dall'impegno politico più direttamente militante, condivide e sostiene le iniziative per l'istituzione della Corte di giustizia internazionale contro i crimini contro l'umanità. Sostiene inoltre le iniziative radicali per la libertà di ricerca sulle cellule staminali e contro la pena di morte. Torna all'impegno politico attivo grazie alla vicenda politica di Luca Coscioni e all'associazione da lui fondata.
Dal 2006 al 2008 è Garante per il comune di Roma delle persone private della libertà ed è componente della direzione di Radicali Italiani.
Durante il XL Congresso del Partito Radicale Transnazionale, Spadaccia si schiera a favore della mozione di Marco Cappato, che verrà sconfitta da quella di Maurizio Turco.
Successivamente partecipa al XVI Congresso dei Radicali Italiani, nel quale supporta la rielezione di Riccardo Magi e la continuazione dell'esperienza all'interno della coalizione di centro-sinistra, supportando successivamente la lista elettorale di +Europa.
Aderendo a +Europa quando diventa un partito, il 28 gennaio 2019 ne viene eletto presidente al congresso fondativo. In vista delle elezioni europee del 26 maggio viene candidato per +Europa nella circoscrizione Italia centrale ma raccoglie solo 913 voti e la lista non supera il 4%. Il 23 giugno lascia la carica di Presidente a Bruno Tabacci.
Spadaccia è morto a Roma il 24 settembre 2022. L'annuncio è stato dato dalla famiglia il 25 settembre, giorno delle elezioni politiche del 2022, e pubblicato con un post su Twitter da Radio Radicale. Pochi giorni dopo è deceduto, a soli 32 anni, il nipote Francesco, colto da malore mentre si trovava nella camera ardente del politico radicale, allestita a Palazzo Madama.